# Lijst van vlaggen van Servische gemeenten
Dit artikel bevat een lijst van vlaggen van Servische gemeenten, gesorteerd per district. Servië telt 117 gemeenten en 28 steden.

## Centraal-Servië

### Belgrado

Belgrado Vlag
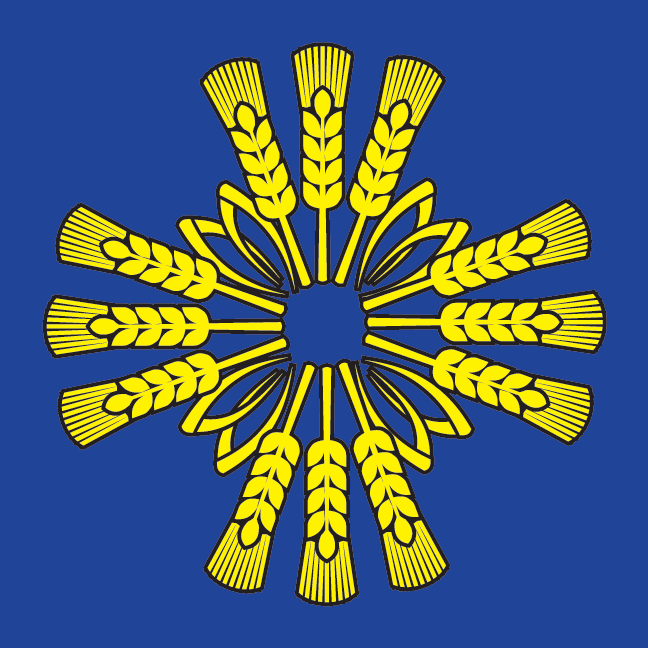
Belgrado-Barajevo
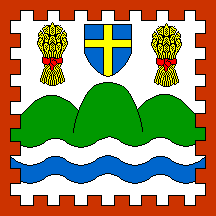
Belgrado-Čukarica
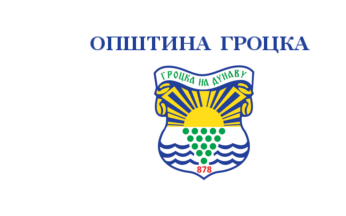
Belgrado-Grocka
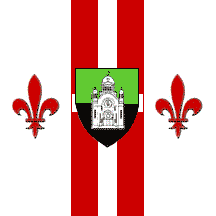
Belgrado-Lazarevac
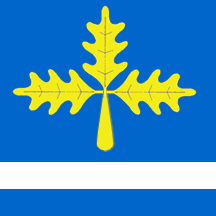
Belgrado-Mladenovac
Belgrado-Novi Beograd
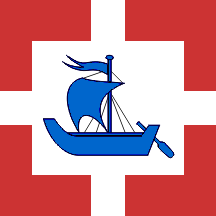
Belgrado-Obrenovac
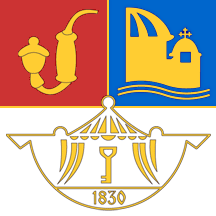
Belgrado-Palilula
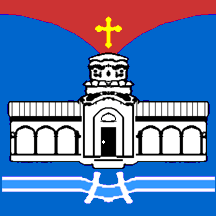
Belgrado-Rakovica
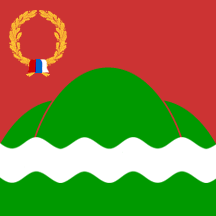
Belgrado-Savski Venac
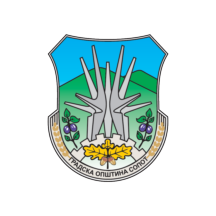
Belgrado-Sopot
Belgrado-Stari Grad
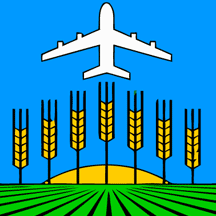
Belgrado-Surčin
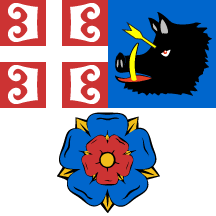
Belgrado-Voždovac
Belgrado-Vračar
Belgrado-Zemun
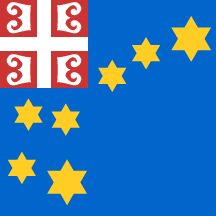
Belgrado-Zvezdara

### Bor

Bor
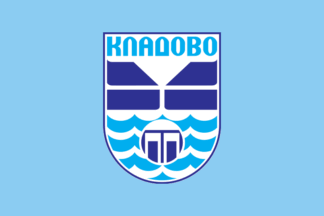
Kladovo
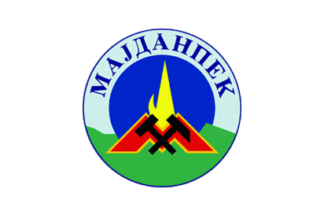
Majdanpek
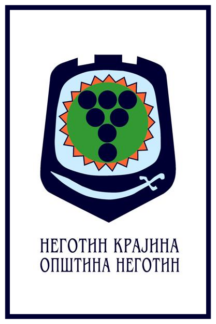
Negotin

### Braničevo

Golubac
Kučevo
Malo Crniće
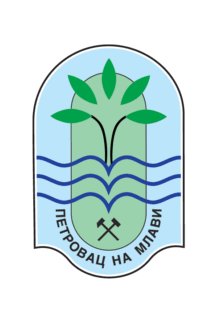
Petrovac na Mlavi
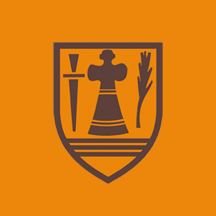
Požarevac
Veliko Gradište
Žabari
Žagubica

### Jablanica

Bojnik
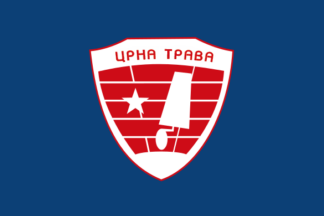
Crna Trava
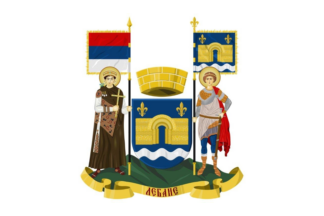
Lebane
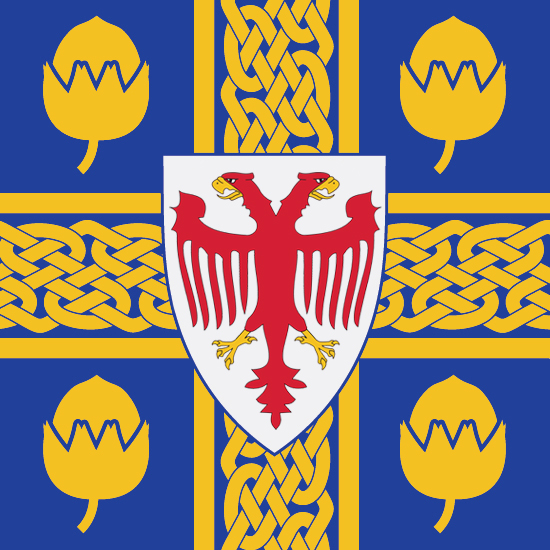
Leskovac
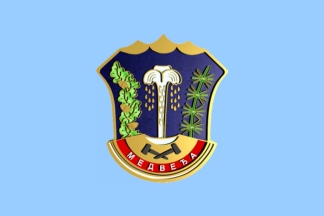
Medveđa
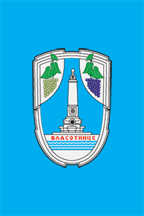
Vlasotince

### Kolubara

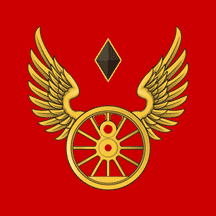
Lajkovac
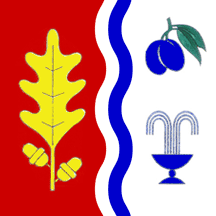
Ljig
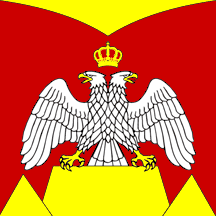
Mionica
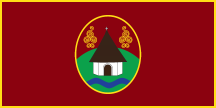
Osečina
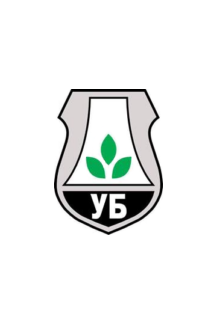
Ub
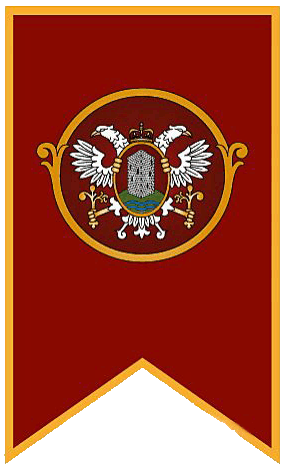
Valjevo

### Mačva

Bogatić
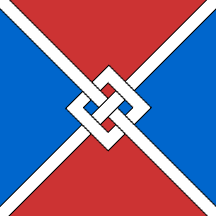
Koceljeva
Krupanj
Ljubovija
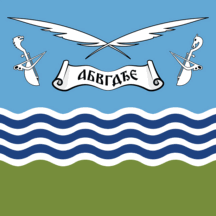
Loznica
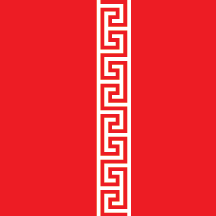
Mali Zvornik
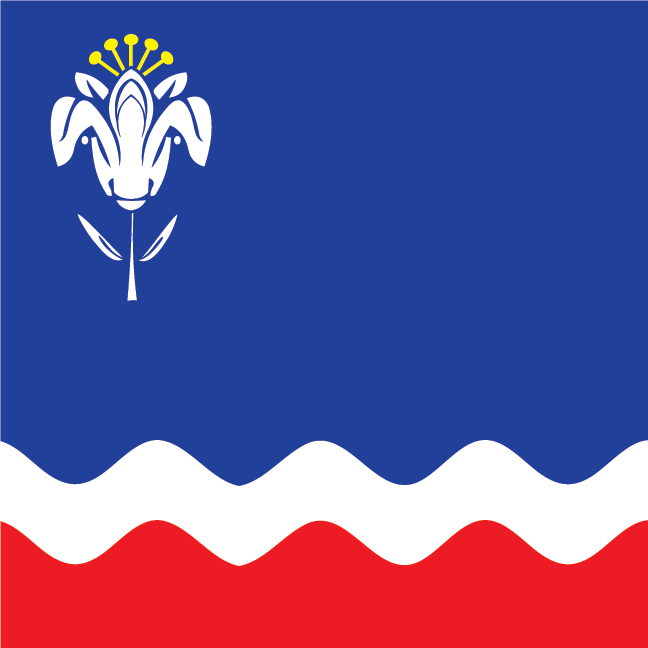
Šabac
Vladimirci

### Moravica

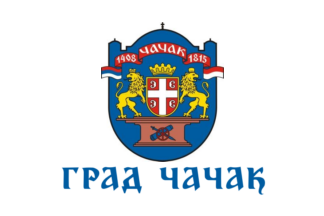
Čačak
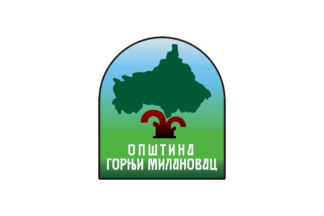
Gornji Milanovac
Ivanjica
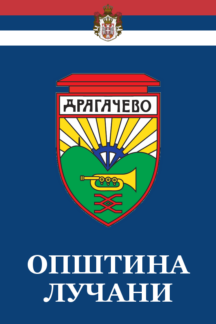
Lučani

### Nišava

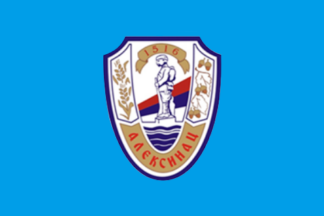
Aleksinac
Doljevac
Gadžin Han
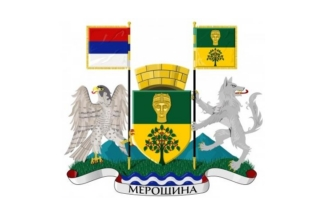
Merošina
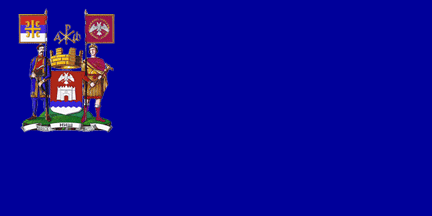
Niš
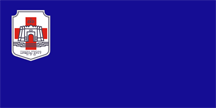
Niš-Crveni Krst
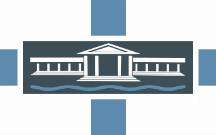
Niš-Medijana
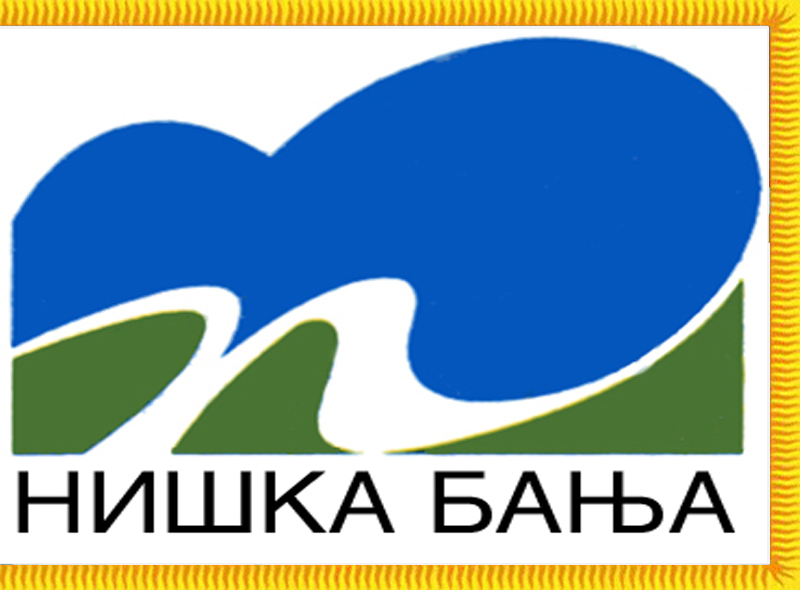
Niš-Niška Banja
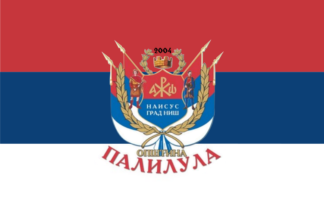
Niš-Palilula
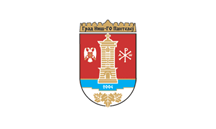
Niš-Pantelej
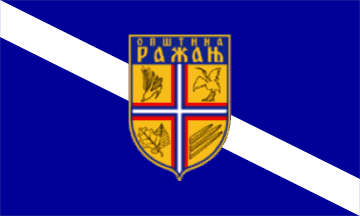
Ražanj
Svrljig

### Pčinja

Bosilegrad
Bujanovac
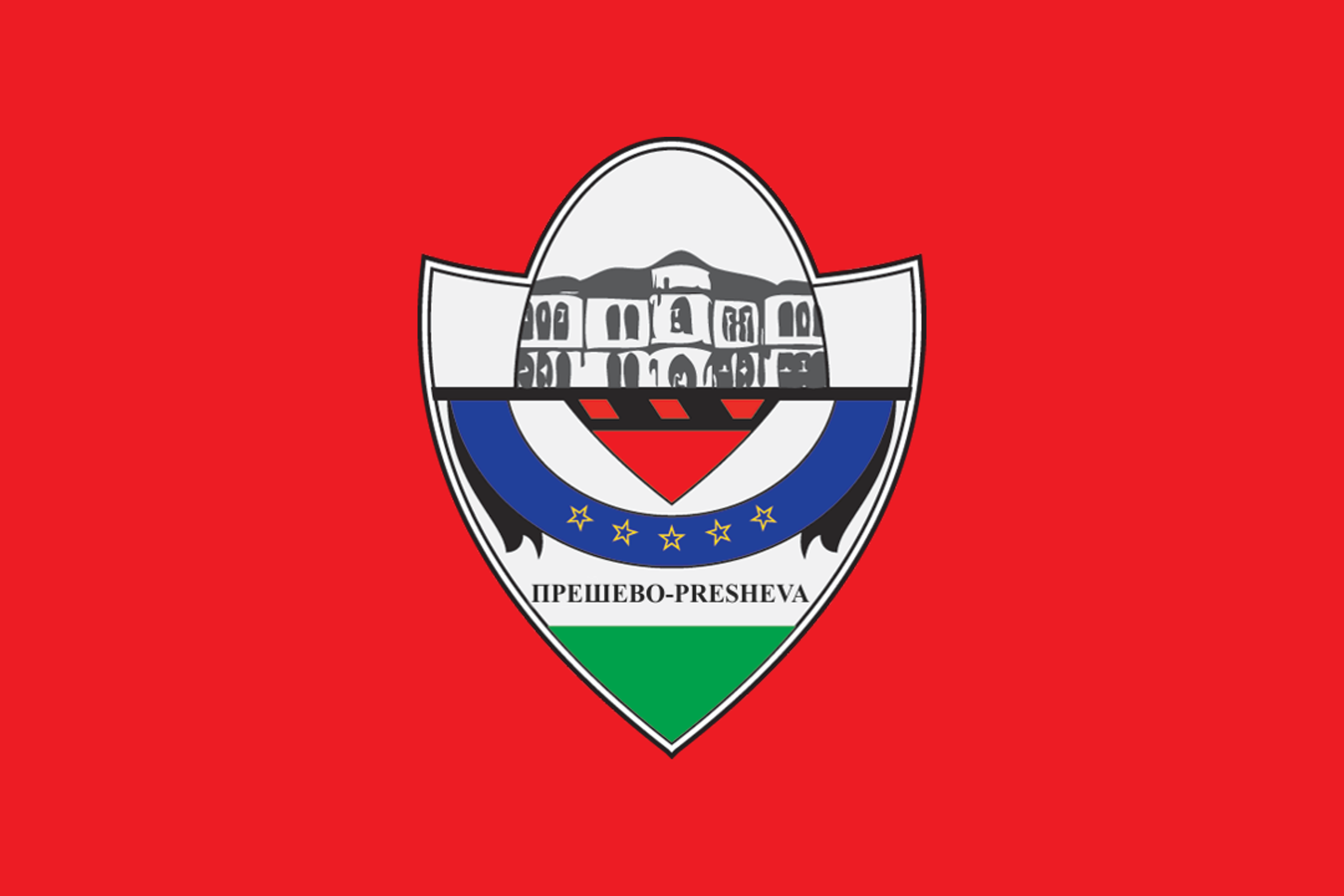
Preševo
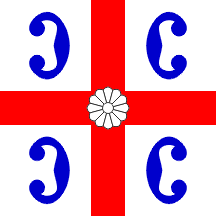
Surdulica
Trgovište
Vladičin Han
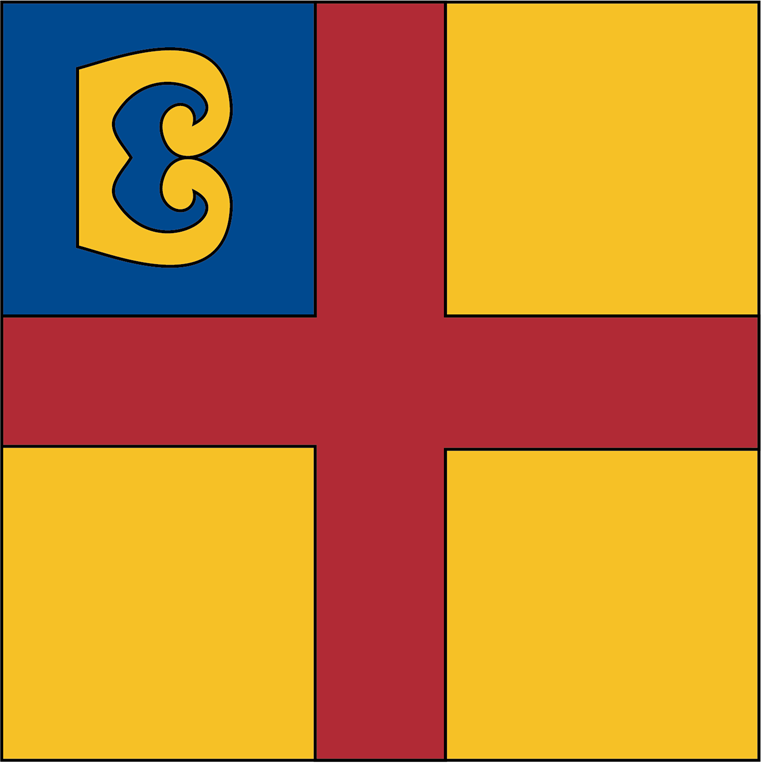
Vranje

### Pirot

Babušnica
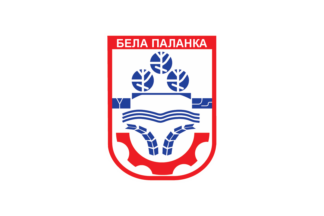
Bela Palanka
Dimitrovgrad
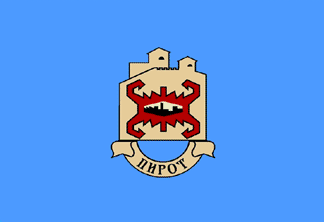
Pirot

### Podunavlje

Smederevo
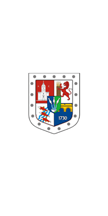
Smederevska Palanka
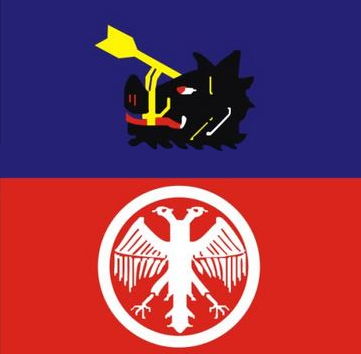
Velika Plana

### Pomoravlje

Ćuprija
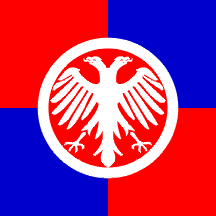
Despotovac
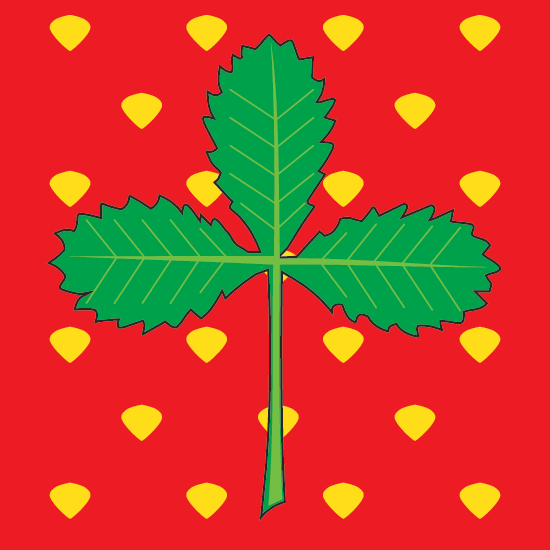
Jagodina
Paraćin
Rekovac
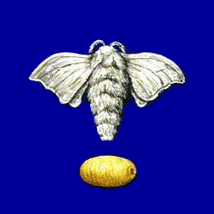
Svilajnac

### Rasina

Aleksandrovac
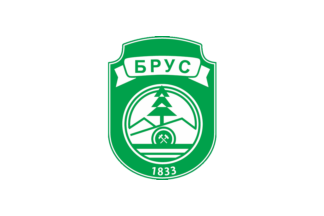
Brus
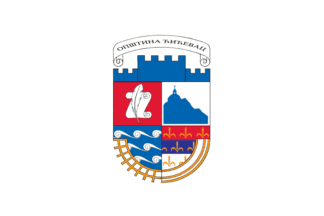
Ćićevac
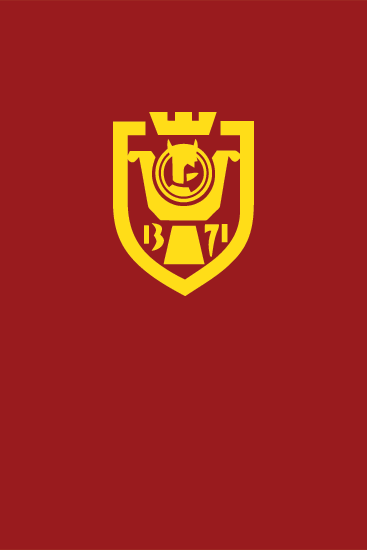
Kruševac
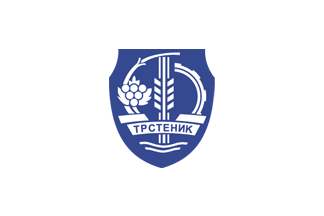
Trstenik
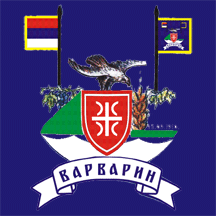
Varvarin

### Raška

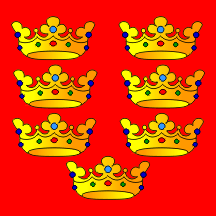
Kraljevo
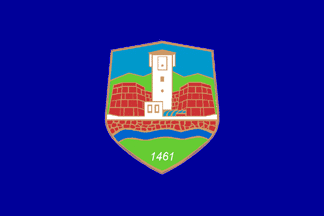
Novi Pazar
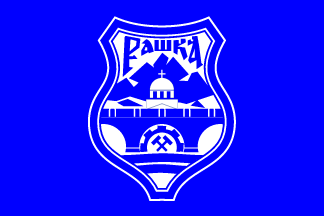
Raška
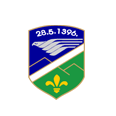
Tutin
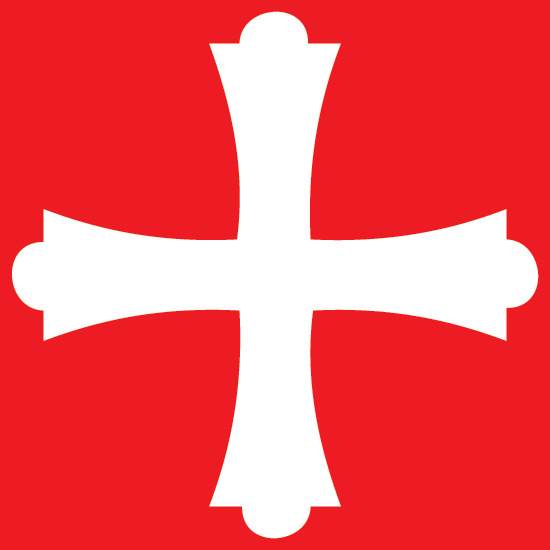
Vrnjacka Banja

### Šumadija

Aranđelovac
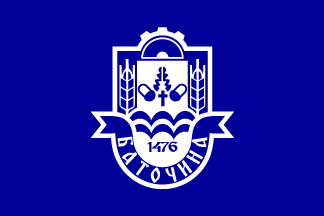
Batočina
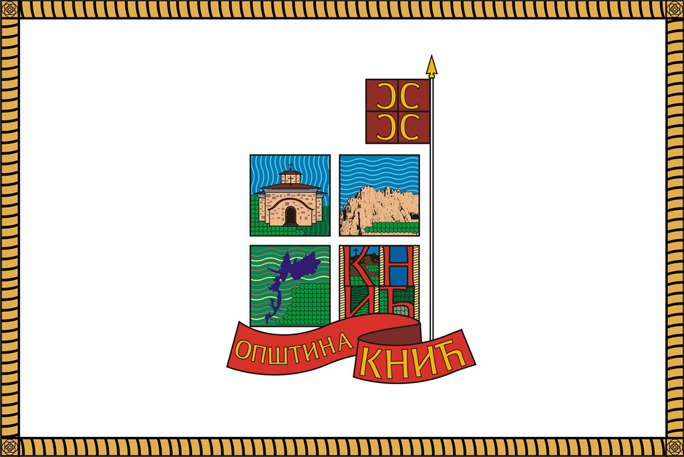
Knić
Kragujevac
Kragujevac-Aerodrom
Kragujevac-Pivara
Kragujevac-Stanovo
Kragujevac-Stari Grad
Kragujevac-Stragari
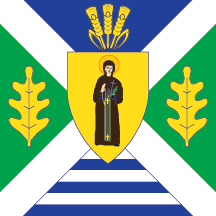
Lapovo
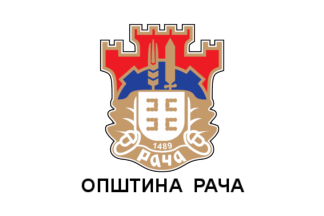
Rača
Topola

### Toplica

Blace
Kuršumlija
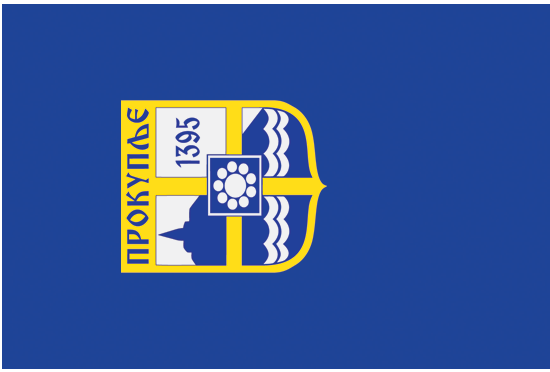
Prokuplje
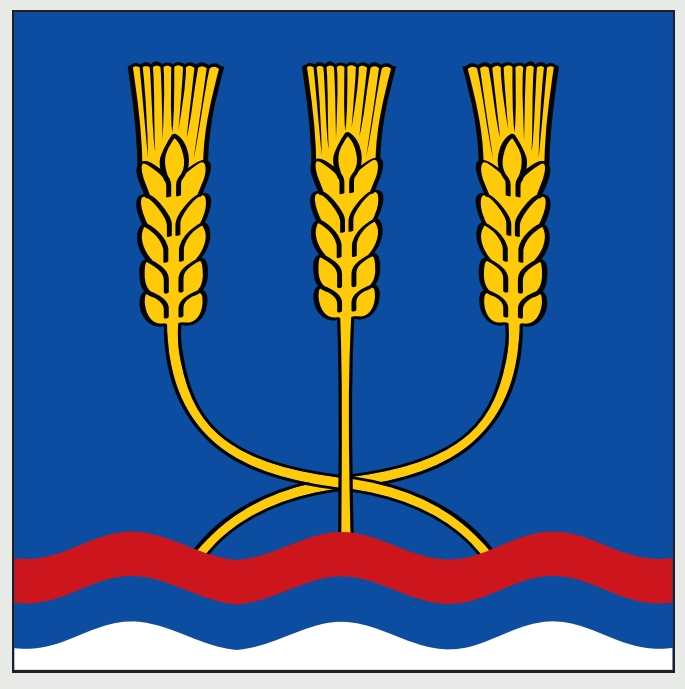
Žitorađa

### Zaječar

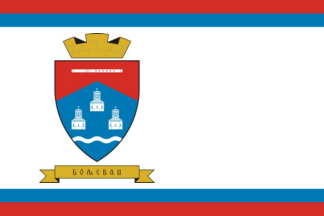
Boljevac
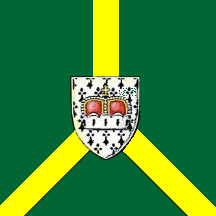
Knjaževac
Sokobanja
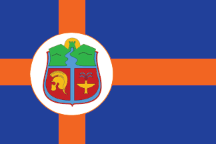
Zaječar

### Zlatibor

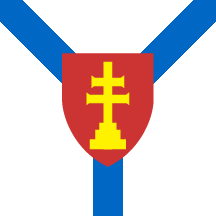
Arilje
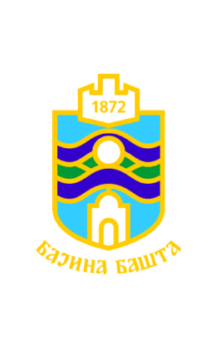
Bajina Bašta
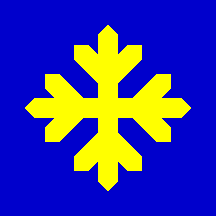
Čajetina
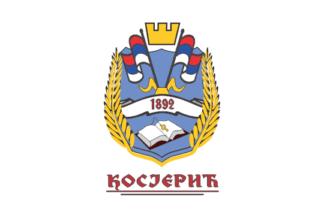
Kosjerić
Nova Varoš
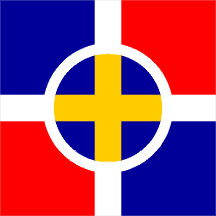
Požega
Priboj
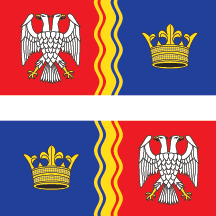
Prijepolje
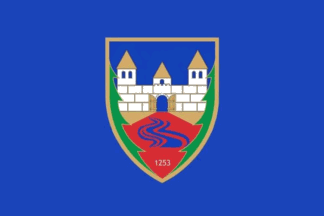
Sjenica
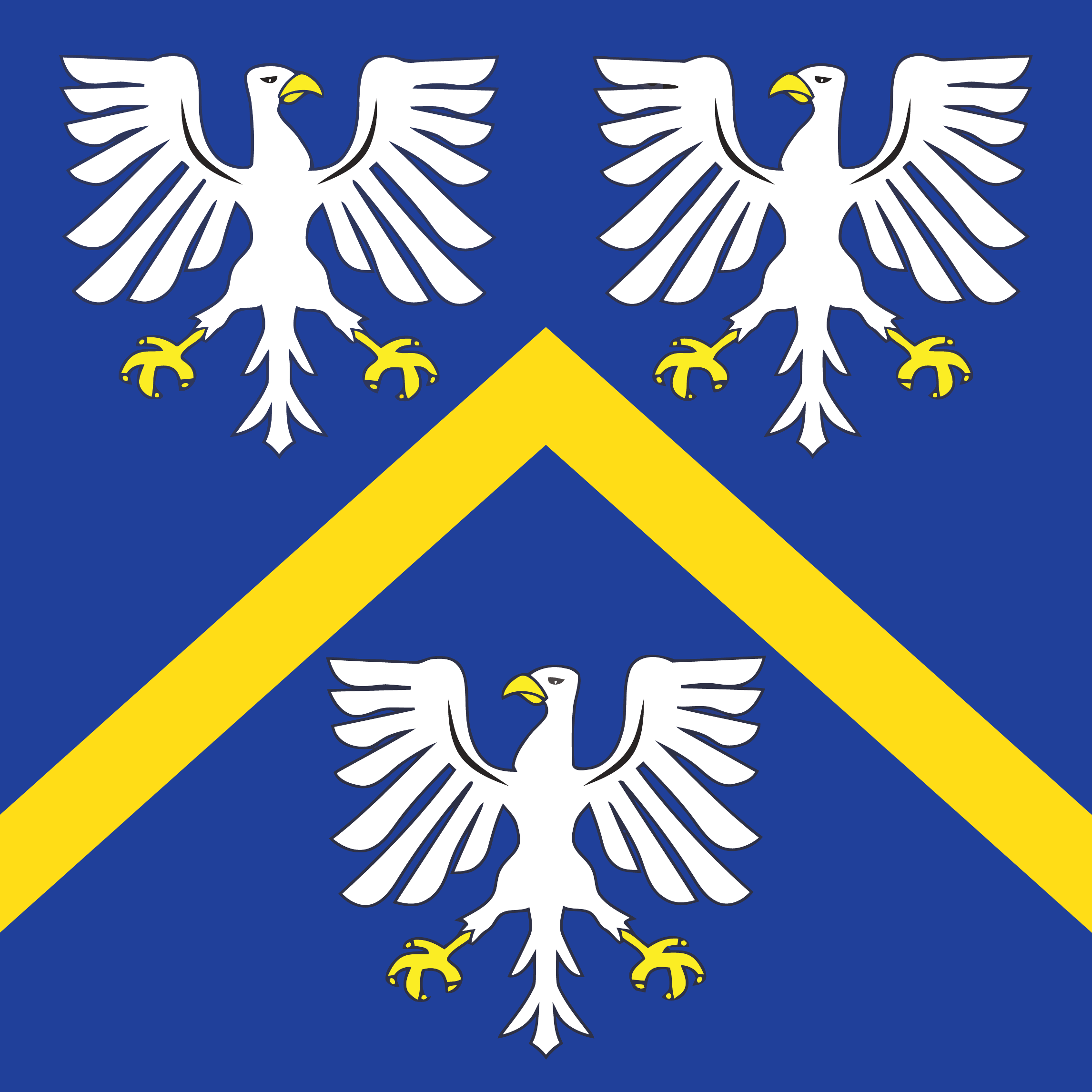
Užice

## Vojvodina

### Centraal-Banaat

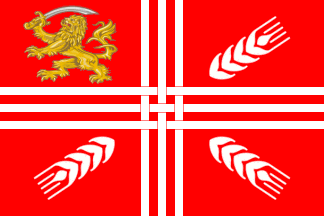
Nova Crnja
Novi Bečej
Sečanj
Žitište
Zrenjanin

### Noord-Bačka

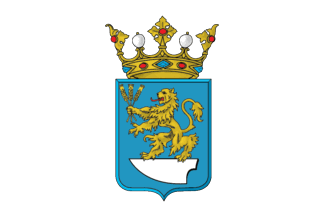
Bačka Topola
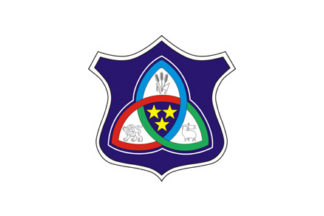
Mali Iđoš
Subotica

### Noord-Banaat

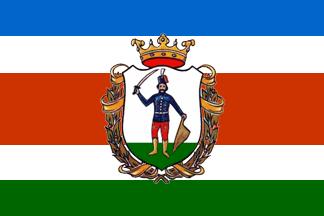
Ada
Čoka
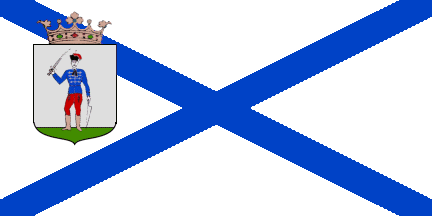
Kanjiža
Kikinda
Novi Kneževac
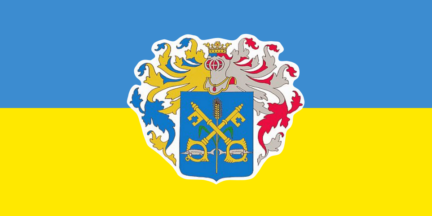
Senta

### Srem

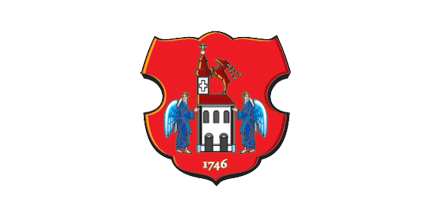
Inđija
Irig
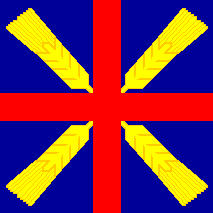
Pećinci
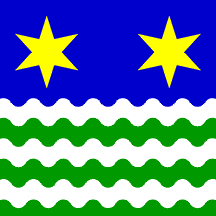
Ruma
Šid
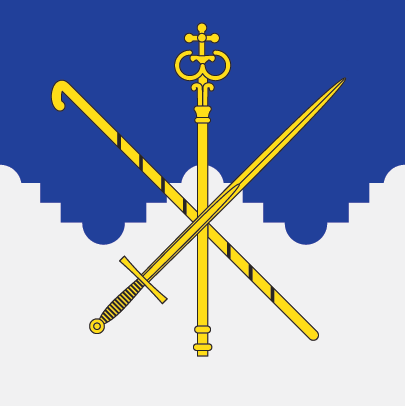
Stara Pazova
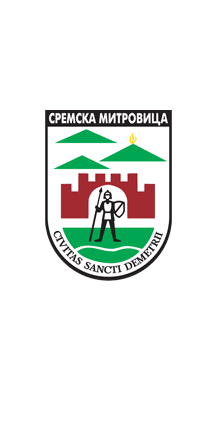
Sremska Mitrovica

### West-Bačka

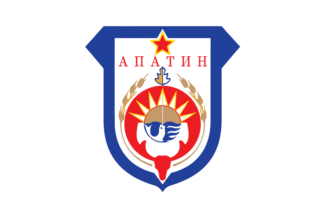
Apatin
Kula
Odžaci
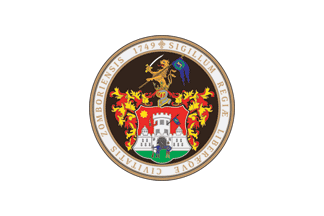
Sombor

### Zuid-Bačka

Bač
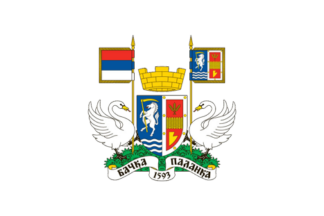
Bačka Palanka
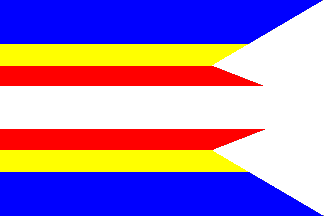
Bački Petrovac
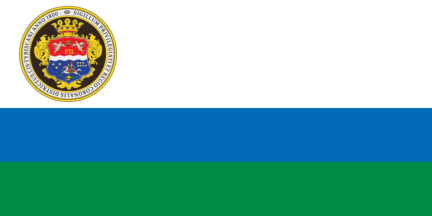
Bečej
Beočin
Novi Sad
Petrovaradin
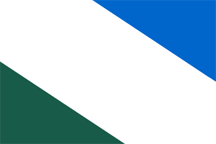
Srbobran
Sremski Karlovci
Temerin
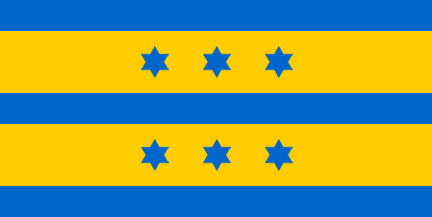
Titel
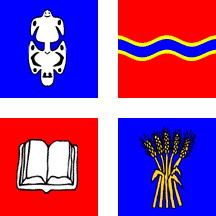
Vrbas
Žabalj

### Zuid-Banaat

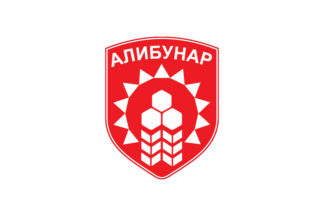
Alibunar
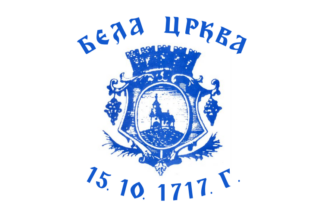
Bela Crkva
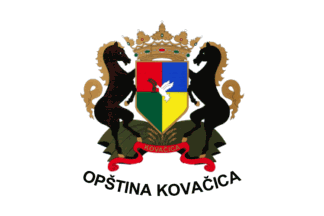
Kovačica
Kovin
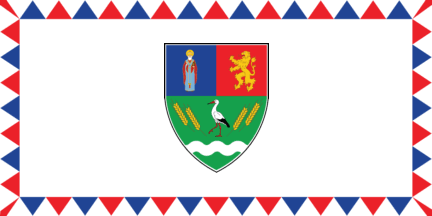
Opovo
Pančevo
Plandište
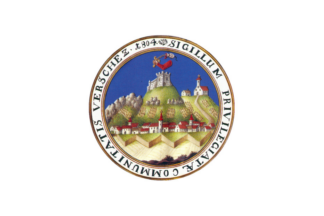
Vršac

## Kosovo en Metohija
De gemeenten in Kosovo en Metohija wordt door zowel Servië als Kosovo geclaimd. De Servische symboliek wordt door de Kosovaarse overheid niet erkend.

### Kosovo

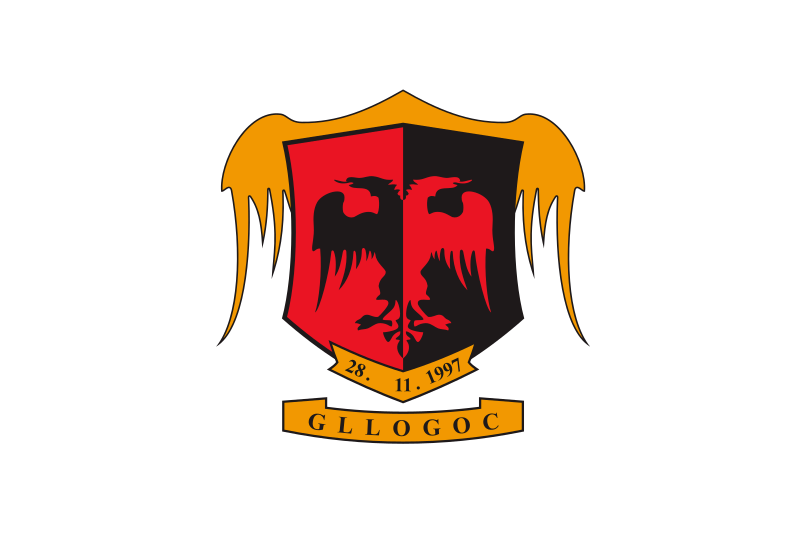
Glogovac
Kačanik
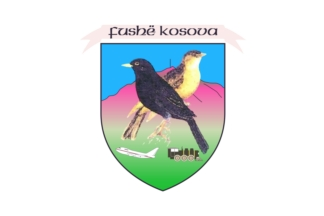
Kosovo Polje
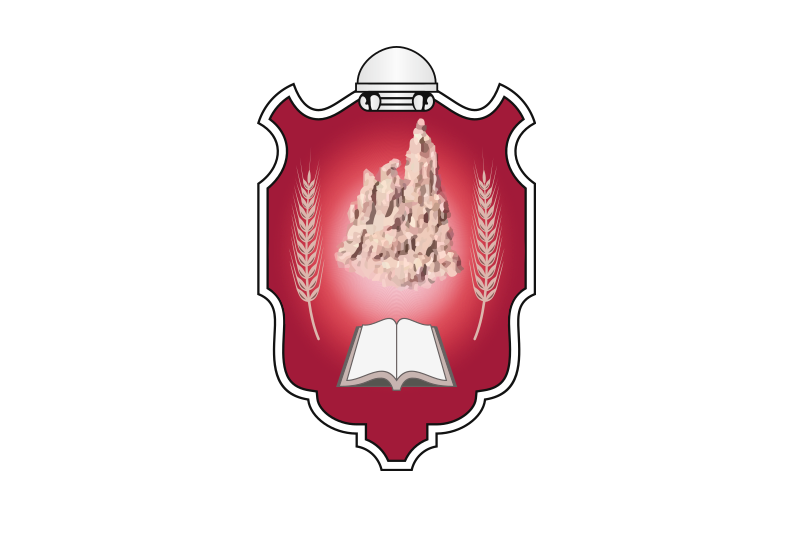
Lipljan
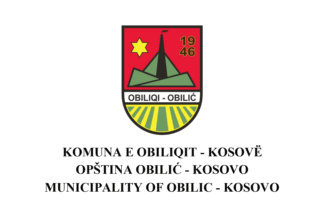
Obilić
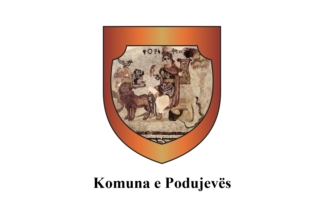
Podujevo
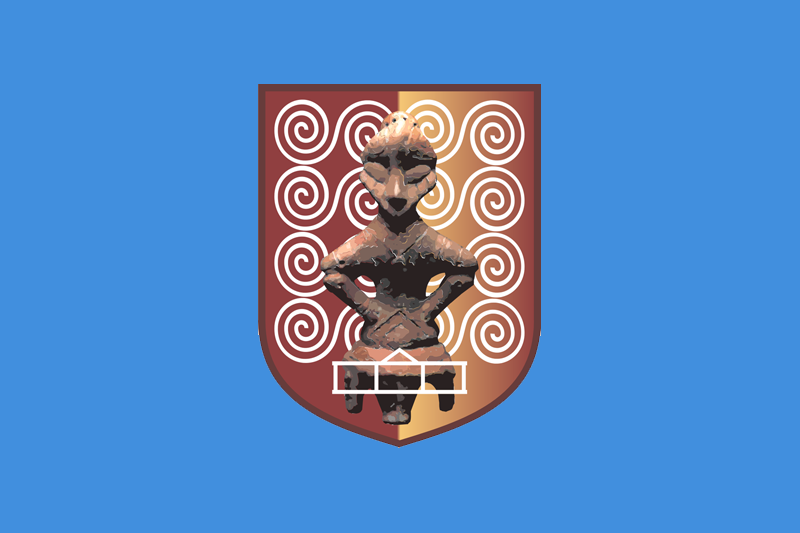
Priština
Štimlje
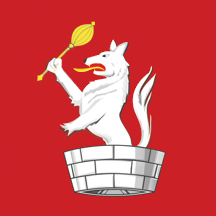
Štrpce
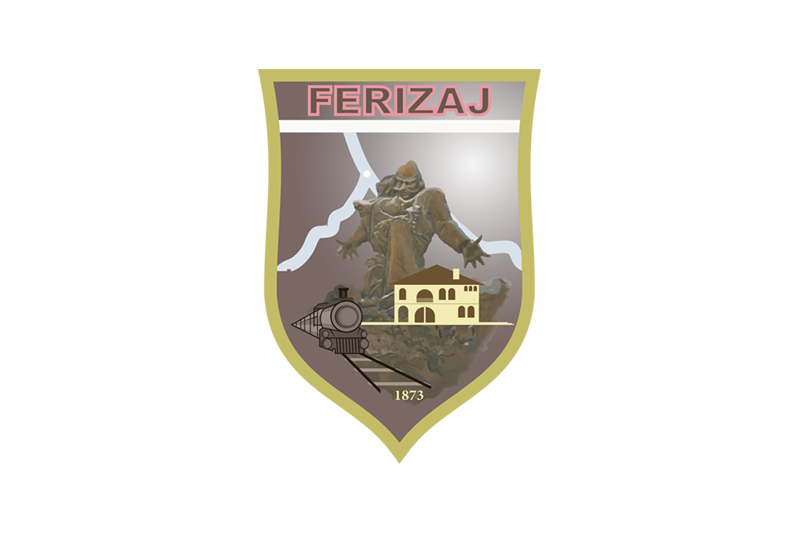
Uroševac

### Kosovo-Pomoravlje

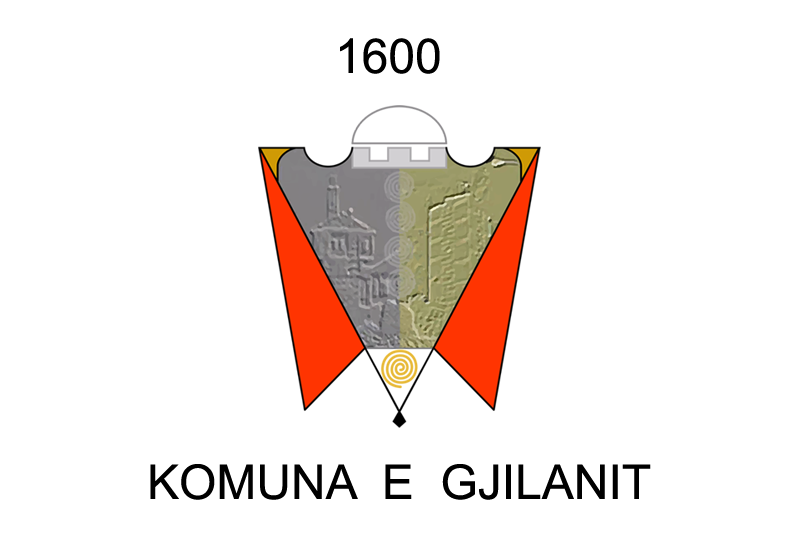
Gnjilane
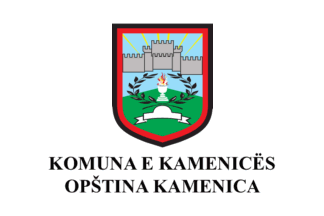
Kosovska Kamenica
Novo Brdo
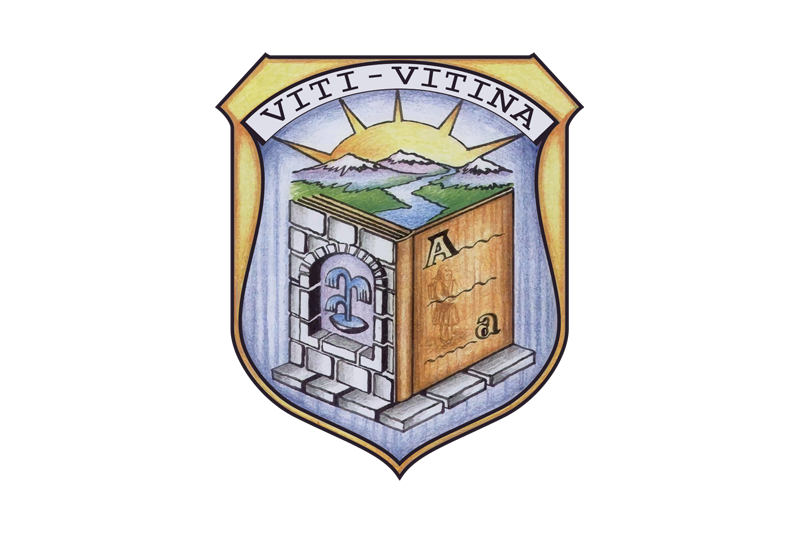
Vitina

### Kosovska Mitrovica

Kosovska Mitrovica
Leposavić
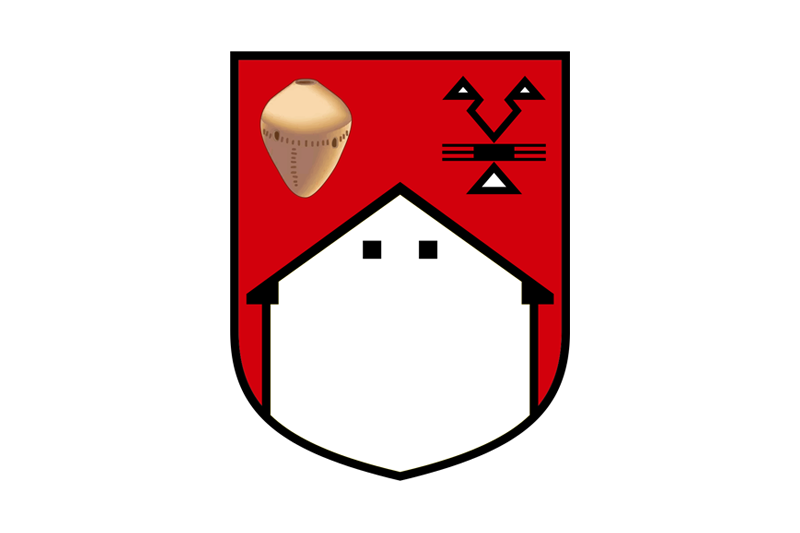
Srbica
Vučitrn
Zubin Potok
Zvečan

### Peć

Đakovica
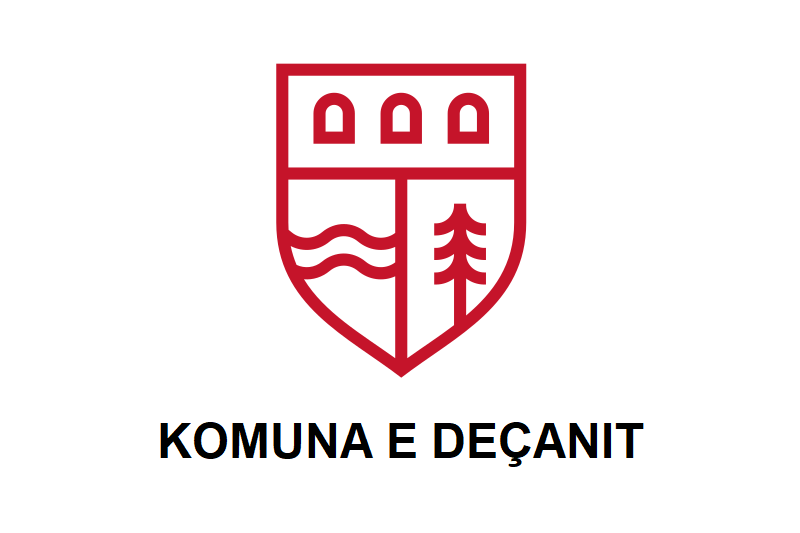
Dečani
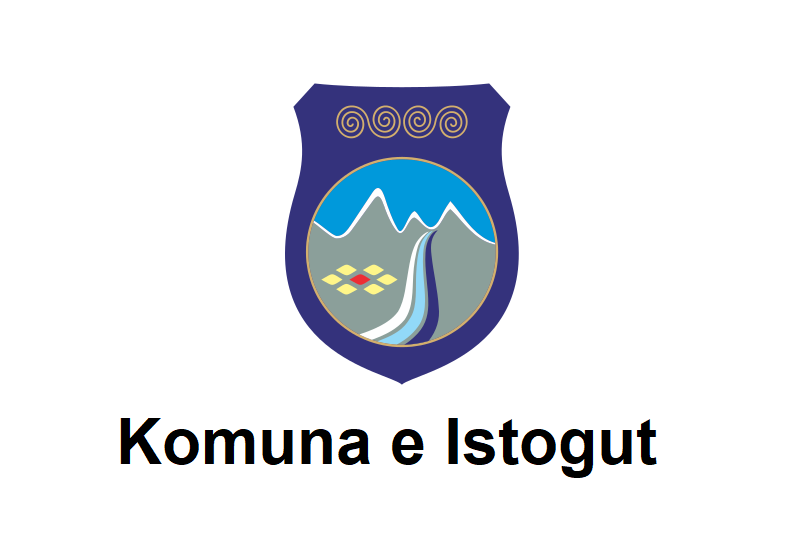
Istok
Klina
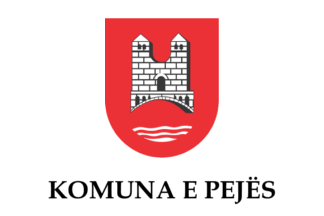
Peć

### Prizren

Gora
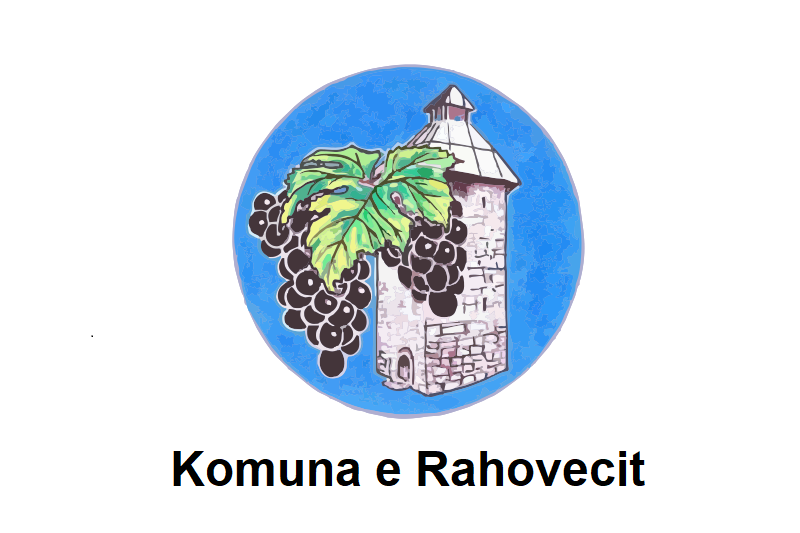
Orahovac
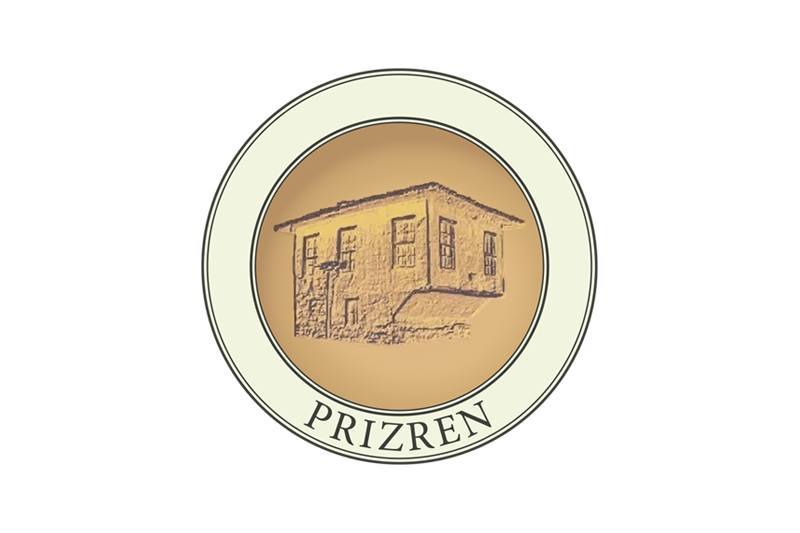
Prizren
Suva Reka